# Geniciu
Génissieux és un municipi francès situat al departament de la Droma i a la regió d'Alvèrnia-Roine-Alps. L'any 2007 tenia 2.028 habitants.

## Demografia

### Població
El 2007 la població de fet de Génissieux era de 2.028 persones. Hi havia 756 famílies de les quals 128 eren unipersonals (32 homes vivint sols i 96 dones vivint soles), 304 parelles sense fills, 272 parelles amb fills i 52 famílies monoparentals amb fills.
La població ha evolucionat segons el següent gràfic:
Habitants censats

### Habitatges
El 2007 hi havia 809 habitatges, 771 eren l'habitatge principal de la família, 16 eren segones residències i 22 estaven desocupats. 744 eren cases i 63 eren apartaments. Dels 771 habitatges principals, 655 estaven ocupats pels seus propietaris, 104 estaven llogats i ocupats pels llogaters i 12 estaven cedits a títol gratuït; 1 tenia una cambra, 21 en tenien dues, 62 en tenien tres, 186 en tenien quatre i 501 en tenien cinc o més. 671 habitatges disposaven pel capbaix d'una plaça de pàrquing. A 265 habitatges hi havia un automòbil i a 473 n'hi havia dos o més.

### Piràmide de població
La piràmide de població per edats i sexe el 2009 era:
| Homes | Edats   | Dones |
| ----- | ------- | ----- |
| 4     | 95 o +  | 0     |
| 0     | 90 a 94 | 4     |
| 4     | 85 a 89 | 12    |
| 16    | 80 a 84 | 8     |
| 20    | 75 a 79 | 20    |
| 32    | 70 a 74 | 24    |
| 28    | 65 a 69 | 24    |
| 32    | 60 a 64 | 28    |
| 56    | 55 a 59 | 76    |
| 68    | 50 a 54 | 68    |
| 76    | 45 a 49 | 84    |
| 64    | 40 a 44 | 92    |
| 60    | 35 a 39 | 44    |
| 80    | 30 a 34 | 56    |
| 64    | 25 a 29 | 52    |
| 52    | 20 a 24 | 44    |
| 108   | 15 a 19 | 56    |
| 72    | 10 a 14 | 48    |
| 92    | 5 a 9   | 40    |
| 72    | 0 a 4   | 52    |

## Economia
El 2007 la població en edat de treballar era de 1.338 persones, 929 eren actives i 409 eren inactives. De les 929 persones actives 857 estaven ocupades (462 homes i 395 dones) i 72 estaven aturades (24 homes i 48 dones). De les 409 persones inactives 161 estaven jubilades, 118 estaven estudiant i 130 estaven classificades com a «altres inactius».

### Ingressos
El 2009 a Génissieux hi havia 766 unitats fiscals que integraven 2.090,5 persones, la mediana anual d'ingressos fiscals per persona era de 21.491 €.

### Activitats econòmiques
Dels 80 establiments que hi havia el 2007, 1 era d'una empresa alimentària, 1 d'una empresa de fabricació de material elèctric, 5 d'empreses de fabricació d'altres productes industrials, 19 d'empreses de construcció, 11 d'empreses de comerç i reparació d'automòbils, 5 d'empreses de transport, 5 d'empreses d'hostatgeria i restauració, 3 d'empreses financeres, 2 d'empreses immobiliàries, 5 d'empreses de serveis, 16 d'entitats de l'administració pública i 7 d'empreses classificades com a «altres activitats de serveis».
Dels 23 establiments de servei als particulars que hi havia el 2009, 1 era una oficina de correu, 3 tallers de reparació d'automòbils i de material agrícola, 4 paletes, 2 guixaires pintors, 1 fusteria, 4 lampisteries, 4 electricistes, 1 perruqueria, 2 restaurants i 1 agència immobiliària.
Dels 2 establiments comercials que hi havia el 2009, 1 era una fleca i 1 una botiga de roba.
L'any 2000 a Génissieux hi havia 36 explotacions agrícoles que ocupaven un total de 280 hectàrees.

## Equipaments sanitaris i escolars
L'únic equipament sanitari que hi havia el 2009 era una farmàcia.
El 2009 hi havia 1 escola maternal i 1 escola elemental.

## Poblacions més properes
El següent diagrama mostra les poblacions més properes.